# Gaocheng
Gaocheng (chinesisch 藁城区, Pinyin Gǎochéng Qū) ist ein Stadtbezirk der bezirksfreien Stadt Shijiazhuang, der Hauptstadt der Provinz Hebei der Volksrepublik China. Er hat eine Fläche von 836 km² und zählte per 2018 etwa 840.000 Einwohner.

## Administrative Gliederung
Im September 2014 wurde aus der einstmaligen kreisfreien Stadt ein Stadtbezirk geformt. Er verwaltet per Stand 2019 12 Großgemeinden, eine Nationalitätengemeinde und ein Entwicklungsgebiet. Diese sind:
- Großgemeinden Lianzhou (廉州镇), Xing’an (兴安镇), Chang’an (常安镇), Jiashizhuang (贾市庄镇), Nanying (南营镇), Meihua (梅花镇), Zhangjiazhuang (张家庄镇), Gangshang (岗上镇), Nandong (南董镇), Zengcun (增村镇), Nanmeng (南孟镇), Xiguan (西关镇),
- Nationalitätengemeinde Jiumen der Hui
- das Wirtschaftsentwicklungsgebiet Shijiazhuang.

Diese Verwaltungseinheiten sind ihrerseits in insgesamt 226 Dörfer unterteilt.

## Kultur
Die Taixi-Stätte (Taixi yizhi 台西遗址) aus der mittleren und späten Zeit der Shang-Zeit steht seit 2006 auf der Liste der Denkmäler der Volksrepublik China (6-8).